# Mal Waldron
Malcolm Earl Waldron (New York, 16 de agosto de 1925 – 2 de dezembro de 2002) foi um músico e compositor estadunidense / norte-americano de jazz. Tocou com John Coltrane, Eric Dolphy, Clifford Jordânia, Booker Little, Steve Lacy e Jackie McLean.
Mal Waldron, também compôs para cinema, teatro e dança. Em 1963, sofreu um acidente vascular cerebral. Ele mudou-se para a Europa em 1965, em Munique, na Alemanha e depois para Bruxelas, na Bélgica.

## Discografia selecionada
- Don't Explain                                             de Billie Holiday               (1956)
- Mal / 2                                                   de Mal Waldron                  (1957)
- Steve Lacy plays Thelonious Monk                          de Steve Lacy                   (1958)
- Left Alone                                                de Mal Waldron                  (1959)
- Blues & Roots                                             de Mingus                       (1960)
- The Quest                                                 de Mal Waldron                  (1961)
- At the Five Spot Vol. 1                                   de Eric Dolphy                  (1961)
- Free at Last                                              de Mal Waldron                  (1969)
- Tokyo Bound                                               de Mal
- Mal Waldron trio "Blood and Guts" - Futura Ger 13 (1970)

(1970)
- All Alone - Live in Tokyo                                 de Mal
- Mal Waldron solo "The Opening" - Futura Ger 20 (1970)

(1971)
- The Call                                                  de Mal Waldron                  (1971)
- A Little Bit of Miles                                     de Mal Waldron                  (1972)
- Hard Talk                                                 de Mal Waldron                  (1974)
- Moods                                                     de Mal Waldron                  (1978)
- Live at the Dréher Roy Burrowes & Mal Waldron sextet  - Marge 14 (1980)
- In Retrospect                                             de Mal
- Mal Waldron / Johnny Dyani duo "Some Jive Ass Boer" - Jazz Unité 102 (1981)
- "Mal Sumiko Yoseyama meets Mal Waldron"                     de Mal Waldron, Sumiko Yoseyama (1983)
- You and the night and the music                           de Mal Waldron                  (1983)
- Dedication                                                de Mal Waldron, David Friesen   (1985)
- Songs of Love and Regret                                  de Mal Waldron, Marion Brown    (1985)
- The Seagulls of Kristiansund Live at the Village Vanguard de Mal Waldron                  (1986)
- The Git Go - Live at the Village Vanguard                 de Mal Waldron                  (1986)
- Left Alone ´86                                            de Mal Waldron                  (1986)
- Live at Sweet Basil                                       de Mal Waldron, Steve Lacy      (1987)
- Mal, Dance and Soul                                       de Mal Waldron                  (1987)
- For you only                                              de Tom Mega                     (1987)
- Evidence                                                  de Mal Waldron                  (1988)
- Flakes                                                    de Mal Waldron, Tiziana Simona, Enrico Rava, Steve Lacy (1988)
- Much More de Mal Waldron, Marion Brown (1988)
- duo - quartet - solo de Mal Waldron, Christian Burchard (1988)
- Where are you? de Mal Waldron (1989)
- More Git´ Go at Utopia de Mal Waldron, Jim Pepper (1989)
- Crowd Scene de Mal Waldron (1989)
- Quadrologue at Utopia de Mal Waldron, Jim Pepper (1989)
- Art of the Duo de Mal Waldron, Jim Pepper (1989)
- Up and Down de Mal Waldron, Chico Freeman (1989)
- Hot House de Mal Waldron, Steve Lacy (1990)
- Mal, Verve, Black & Blue Live at Satiricon de Mal Waldron (1994)
- The Big Rochade de Mal Waldron (1995)
- Travellin'in Soul-Time de Mal Waldron, Jeanne Lee, Toru Tenda (?)
- Live at Dreher Paris 1981
- What It Is (1981)
- Blues for Lady Day (1985)
- After Hours (1994)
- Two New (1995)
- Left Alone Revisited avec Archie Shepp, 2002
- One More Time (2002) com Jean-Jacques Avenel e Steve Lacy.